# 하늘까지 닿아랏!/모두 모일 거야!
「하늘까지 닿아랏!/모두 모일 거야!」（天までとどけっ!/みんなあつまリーヨ!）은 2011년 7월 6일에 발행된 T-Pistonz+KMC의 8번째 싱글이다.

## 등록곡
1. 하늘까지 닿아랏!(天までとどけっ!)
  - 『이나즈마 일레븐 GO』1화~18화 OP테마
2. 모두 모일 거야!(みんなあつまリーヨ!)
  - 게임 『이나즈마 일레븐 스트라이커즈』 OP테마
3. 하늘까지 닿아랏!(Original Karaoke)
4. 모두 모일 거야!(Original Karaoke)

## DVD（초회한정판）

### 초회한정판A
1. 하늘까지 닿아랏!（T-Pistonz+KMC 댄스 샷Ver.）
2. 하늘까지 닿아랏!（애니메이션 오프닝Ver.）

### 초회한정판B
1. 하늘까지 닿아랏!（이나즈마 일레븐 댄스 샷Ver.）
2. 하늘까지 닿아랏!（애니메이션 오프닝Ver.）